# Белоус, Борис Григорьевич
Борис Григорьевич Белоус (17 февраля 1948, Кировоград, Украинская ССР) — советский футболист, защитник.
Начинал играть в 1966 году в дублях команд класса «Б» «Металлург» Запорожье и «Звезда» Кировоград. В 1967 году за «Звезду» сыграл 22 матча, забил один гол. 1968 год провёл в дубле киевского «Динамо», в 1969—1971 годах в высшей лиге сыграл 33 матча. В 1972—1977 годах выступал за «Динамо» Минск. В высшей лиге (1972—1973, 1976) сыграл 61 матч, в первой (1974—1975, 1977) — 58 (1 гол). В 1978 году перешёл в СКА Киев, но, не проведя ни одного матча, оказался в «Авангарде» Ровно. В дальнейшем играл за киевские клубы КФК «Большевик» и «Восход» (1980) и «Мотор» Хеннигсдорф (ГДР, 1980/81 — 1981/82).
Полуфиналист Кубка СССР 1970.